# Jack et Bobby
Jack et Bobby (Jack and Bobby) est une série télévisée américaine en 22 épisodes de 42 minutes, créée par Greg Berlanti, Steven A. Cohen, Brad Meltzer et Vanessa Taylor et diffusée entre le 12 septembre 2004 et le 11 mai 2005 sur le réseau The WB.
En France, la série a été diffusée à partir du 20 mai 2005 sur TPS Star et rediffusée à partir du 11 septembre 2006 sur Paris Première.

## Synopsis
Cette série met en scène la vie de la famille McCallister dont l'un des enfants deviendra Président des États-Unis d'Amérique en 2041. Le titre de la série est, bien entendu, une allusion aux frères Kennedy.

## Distribution
- Matt Long (VF : Nessym Guetat) : Jack McCallister
- Logan Lerman (VF : Maxime Baudoin) : Bobby McCallister
- John Slattery (VF : Vincent Violette) : Peter Benedict
- Keri Lynn Pratt (VF : Ariane Aggiage) : Missy Belknap
- Christine Lahti (VF : Martine Irzenski) : le professeur Grace McCallister
- Jessica Paré (VF : Charlotte Marin) : Courtney Benedict
- Bradley Cooper (VF : Damien Boisseau) : Tom Wexler Graham
- Edwin Hodge (VF : Frantz Confiac) : Marcus Ride

## Épisodes
1. La Rentrée (Pilot)
2. Le Discours de minuit (Better Days)
3. Huit secondes de silence (Kindness of Strangers)
4. Un homme de foi (Man of Faith)
5. Un secret bien gardé (First Lady)
6. Un homme de principes (An Innocent Man)
7. Valentino (Valentino)
8. Frères ennemis (Election Night)
9. Échec et Mat (Chess Lessons)
10. Invité surprise (Lost Boys)
11. Une vraie famille (Today I am a Man)
12. Dilemme (Running Scared)
13. Les Indésirables (New Frontier)
14. Initiation (Into the Woods)
15. La Tempête (Time Out of Life)
16. Le Prix à payer (And Justice for All)
17. Querida Grace (Querida Grace)
18. Mensonges et Trahisons (Friends with Benefits)
19. Un enfant de Dieu (A Child of God)
20. Voyage dans le temps (Under the Influence)
21. L'Enterrement (Stand by Me)
22. Retrouvailles (Legacy)